# Венюа, Фредерик
Фредери́к-Марк-Антуа́н Венюа́ (фр. Frederick Marc Antoine Venua; 1788, Париж, Франция — приблизительно ноябрь 1872, Сен-Тома (St. Thomas) возле Эксетера, графство Девон, Англия) — французский композитор, скрипач и дирижёр.
Родился во Франции в семье итальянского происхождения. Учился во Французской консерватории, затем уехал в Лондон брать уроки композиции. С 1803 года жил в Лондоне. Был руководителем оркестра Королевского театра в Лондоне. Состоял членом британского Королевского общества музыкантов.
Как композитор сочинял много произведений, большинство из которых до нашего времени не дошло.
Автор музыки к английским песням-гимнам Bless, O my soul! the living God (Park Street), автор стихов Исаак Уоттс и Arise! arise, with joy survey на стихи Thomas Kelly (оба произведения сочинены около 1810 года).
Сочинил несколько балетов, которые были поставлены в театре Её Величества, где он работал, он же сам дирижировал оркестром.
В 1858 году, прекратив трудовую деятельность, переехал в Эксетер.
Среди балетов, поставленных в театре Её Величества:
- 1807 — «Похищение Адониса»
- 1808 — «Констанца и Альмазор»
- 1809 — «Дон Кихот», балетмейстер Ж. д’Эгвиль[5][6] (ранее этот балет был поставлен 27 мая 1808 года в Петербурге Шарлем Дидло)
- 1810 — «Психея»
- 1811 — «Фигаро»
- 1812 — «Испытание, или Деревянная нога», балетмейстер Дидло
- 1812 — «Зефир непостоянный, наказанный и прощённый, или Свадьба Флоры», балетмейстер Дидло
- 1812 — «Королева Голконды», балетмейстер Дидло
- 1812 — «Деревенский праздник», балетмейстер Дидло
- 1813 — «Пастух и Гамадриада», балетмейстер Дидло
- 1813 — «Венгерская хижина, или Знаменитые изгнанники», балетмейстер Дидло; в 1817 году Шарль Дидло возобновил постановку в Большом театре в Санкт-Петербурге[7], однако по политическим причинам балет претерпел большие изменения в сюжете, вместо героико-романтического (в Лондоне) превратился трагикомический, а главный персонаж руководитель национально-освободительной войны венгерского народа против владычества Габсбургов в 1703—1711 гг. граф Ференц Ракоци из героя, вынужденного спасаться в эмиграции, вопреки историческим фактам, в русской постановке оказался провинившимся и прощённым смутьяном-неудачником[8].
- 1815 — «Зефир и Флора», балетмейстер Дидло (новый вариант музыки и постановки — 1815, Париж; в 1818 г. балет возобновлен в Петербурге[9]).
- 1815 — «Принц-трубадур»